# Yudniel Pérez
Yudniel Pérez Arango (Ciego de Ávila, 7 marzo 1984) è un ex cestista cubano.

## Carriera
Con Cuba ha disputato i Campionati americani del 2011.